# Geographie Österreichs

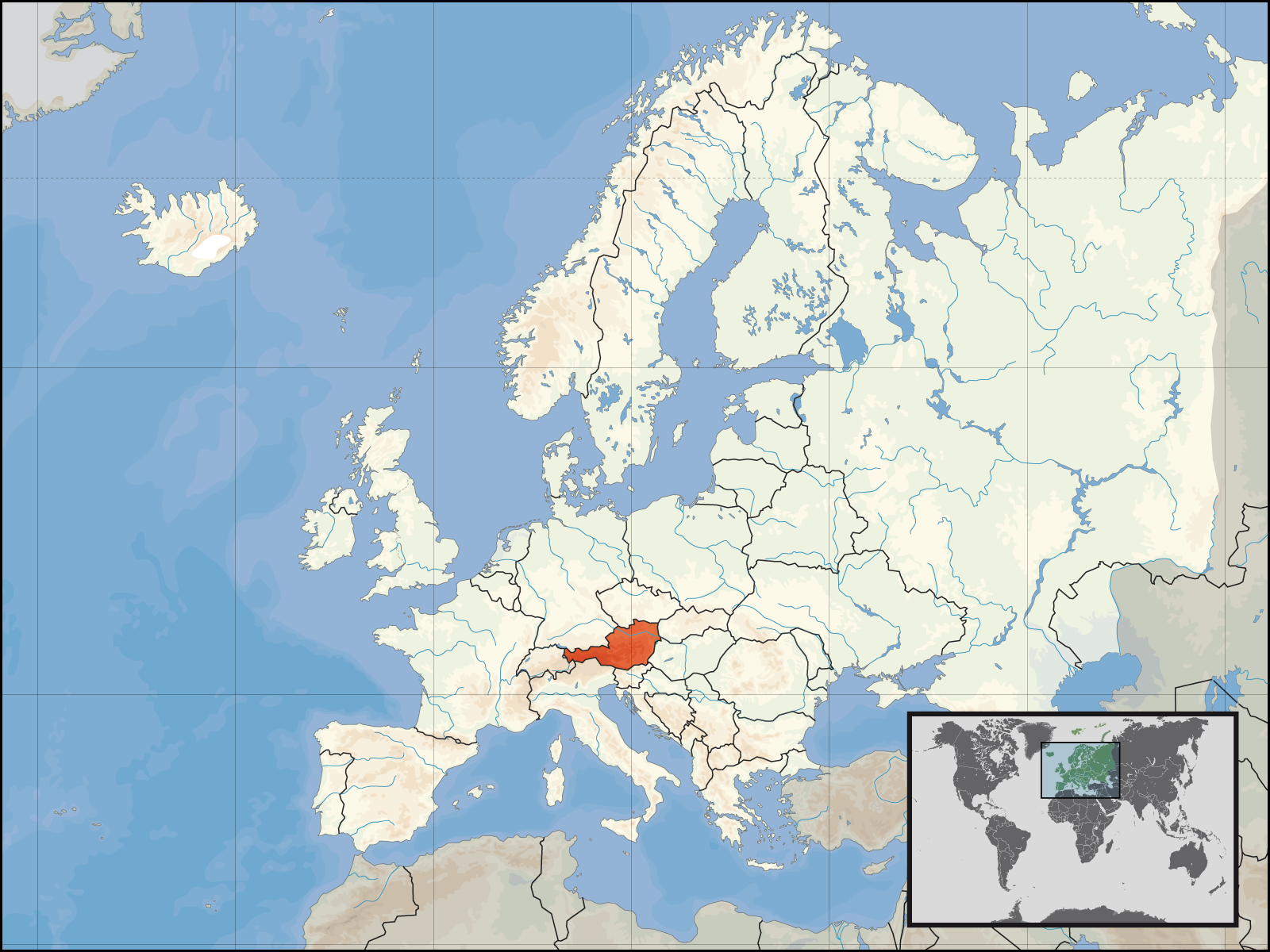
Die Lage Österreichs in Europa und der Welt

Dieser Artikel beschreibt die Geographie Österreichs. Österreich ist ein Staat in Mitteleuropa, der südöstlich von Deutschland und südlich von Tschechien gelegen ist. Die Landfläche Österreichs beträgt 83.883,87 Quadratkilometer. Höchster Punkt ist der Großglockner mit 3798 Metern.

## Physische Geographie

### Großlandschaften

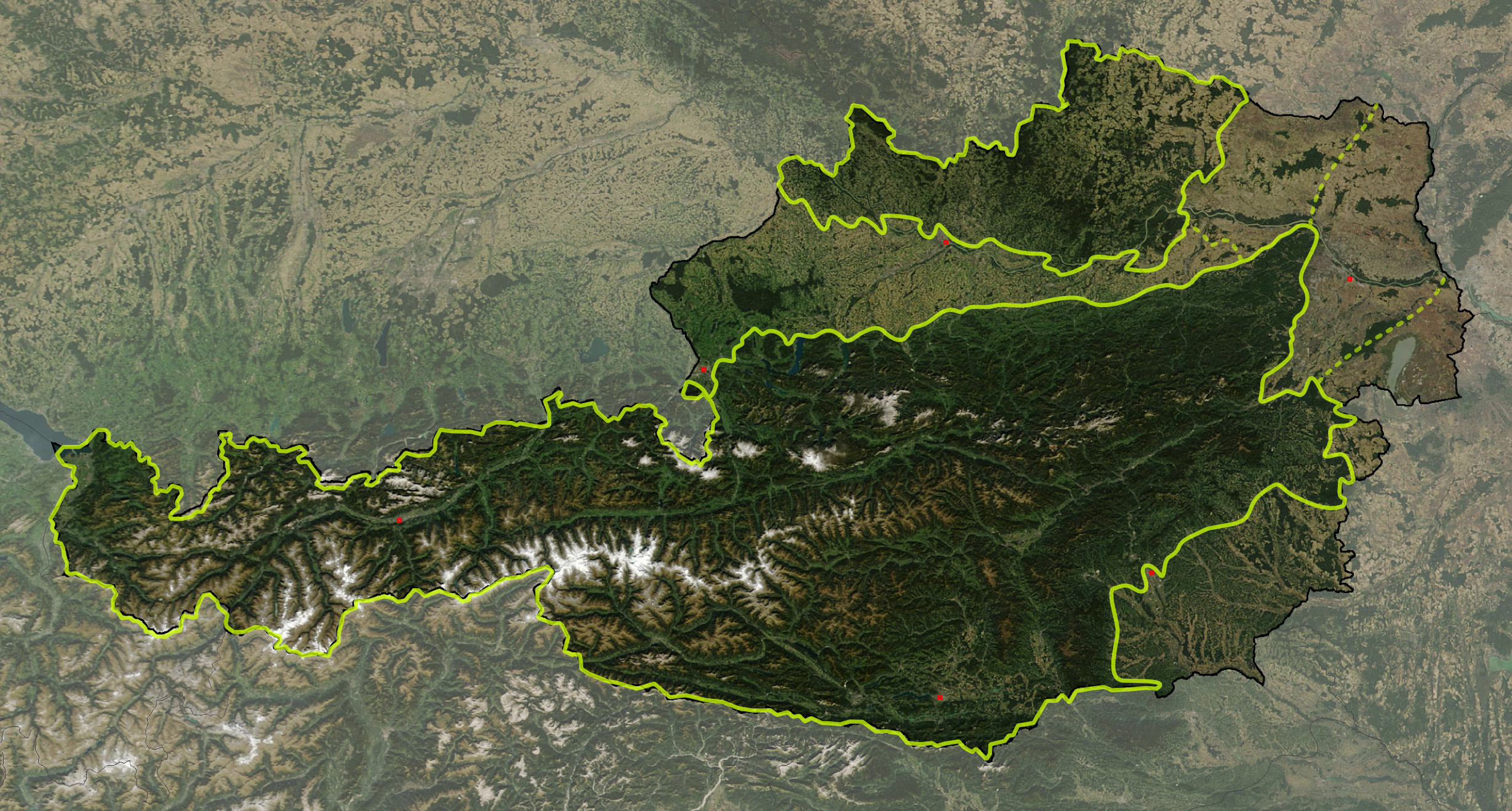
Satellitenbild von Österreich (NASA), mit den Großlandschaften

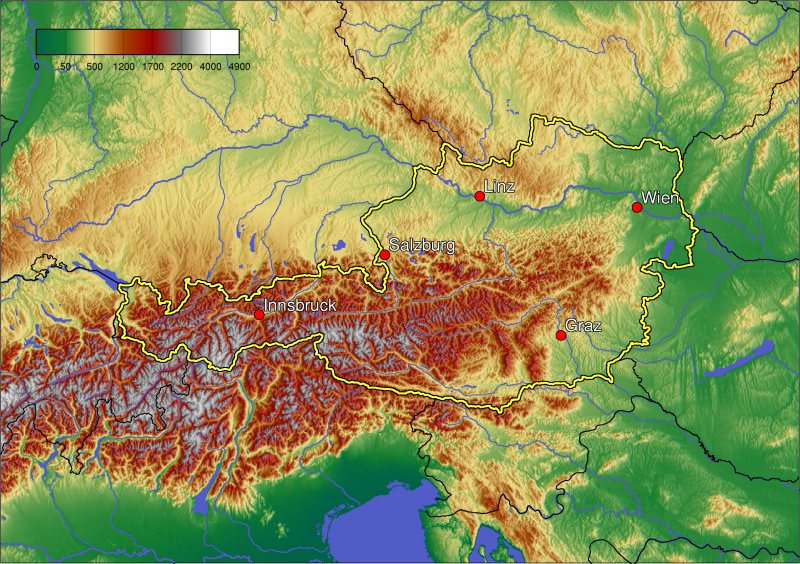
Physische Karte Österreichs

Österreich umfasst drei grundlegende Naturräume, die sich nach allgemein-geographischen Aspekten folgendermaßen auffassen lassen:
Vorländer und randalpine BeckenDiese Ebenen und Hügelländer bilden mit etwa einem Drittel den wichtigsten Siedlungsraum Österreichs. Sie gliedern sich in:
1. Alpen- und Karpatenvorland, namentlich Salzburgisch-oberösterreichisches Alpenvorland mit dem Hügelzug des Hausruck und Niederösterreichisches Alpenvorland mit dem Tullnerfeld, das sind die Anteile am Alpenvorland, sowie der Waschbergzone, die Anteile des Karpatenvorlandes (9.500 km², 11,3 %)
2. Wiener Becken mit dem Marchfeld, und kleinen Anteilen an der kleinen ungarischen Tiefebene (3.700 km², 4,4 %)
3. Südöstliches Alpenvorland, die Randgebiete zum Hauptteil des Pannonischen Tieflands (9.500 km², 11,3 %)

Gneis- und GranithochlandDas Granit- und Gneisplateau liegt nördlich der Donau und ist der österreichische Anteil an der böhmischen Masse (8.500 km², 10,1 %)
 Österreichische AlpenDas ist der Anteil Österreichs an den Alpen. Die Gebirgszone Österreichs umfasst knapp zwei Drittel des Landes, und liegt gänzlich in den Ostalpen, wobei etwa zwei Drittel dieses Gebirgsteils auf Österreich entfallen. (52.600 km², 62,8 % der Staatsfläche)
 Die österreichischen Alpen lassen sich grob gliedern in:
- Nordalpen, Zentralalpen und Südalpen (wobei der österreichische Anteil an diesem Gebirgszug recht gering ist)
- Nach großen Gebirgsgruppen: Die wichtigsten Großgruppen sind die Hochgebirge am Alpenhauptkamm, vor allem Tiroler Zentralalpen, Hohe Tauern und Niedere Tauern, sowie die nördlichen und südlichen Kalkalpen, die Grauwackenzone und etliche Randgebirge, insbesondere die Flyschzone (Bregenzerwald, Wienerwald) und das Steirische Randgebirge
 Eingelagert in die Gebirgszüge der Alpen sind die Längstalfurchen – hauptsächlich von Inn, Salzach, Enns, Mur/Mürz und Drau – und das Rheintal, sowie die inneralpinen Becken, insbesondere das Klagenfurter Becken. Sie bilden die Hauptsiedlungsräume der österreichischen Alpenzone

### Orographie
Von der Gesamtfläche Österreichs (83.883,87 km²) liegen nur 32 % tiefer als 500 m, aber 40 % über 1000 m.
- durchschnittliche Höhe: 948 m ü. A.[4]
- tiefster Punkt: Teich in Andau (Burgenland) 113 m ü. A.[4]
- höchster Punkt: Großglockner (Kärnten/Osttirol) 3798 m ü. A.

### Berge
Die 35 höchsten Gipfel Österreichs sind (wobei diese teilweise keine eigenständigen Berge darstellen):
(Alle Höhenangaben beziehen sich auf den in Österreich verwendeten Pegel Triest 1875 – Meter über Adria)
| #  | Name                          | Höhe    | Gebirge           |
| -- | ----------------------------- | ------- | ----------------- |
| 01 | Großglockner                  | 3.798 m | Hohe Tauern       |
| 02 | Kleinglockner                 | 3.770 m | Hohe Tauern       |
| 03 | Wildspitze (Südgipfel)        | 3.768 m | Ötztaler Alpen    |
| 04 | Weißkugel                     | 3.739 m | Ötztaler Alpen    |
| 05 | Glocknerwand: Pöschlturm      | 3.721 m | Hohe Tauern       |
| 06 | Glocknerwand: Hörtnagelturm   | 3.719 m | Hohe Tauern       |
| 07 | Glocknerwand: Hofmannspitze   | 3.711 m | Hohe Tauern       |
| 08 | Glocknerwand: Weitzenböckturm | 3.702 m | Hohe Tauern       |
| 09 | Glocknerwand: Draschturm      | 3.701 m | Hohe Tauern       |
| 10 | Glocknerwand: Gerinturm       | 3.700 m | Hohe Tauern       |
| 11 | Glocknerhorn                  | 3.680 m | Hohe Tauern       |
| 12 | Teufelshorn                   | 3.677 m | Hohe Tauern       |
| 13 | Großvenediger                 | 3.674 m | Hohe Tauern       |
| 14 | Hinterer Brochkogel           | 3.628 m | Ötztaler Alpen    |
| 15 | Hintere Schwärze              | 3.624 m | Ötztaler Alpen    |
| 16 | Similaun                      | 3.599 m | Ötztaler Alpen    |
| 17 | Großes Wiesbachhorn           | 3.564 m | Hohe Tauern       |
| 18 | Rainerhorn                    | 3.560 m | Hohe Tauern       |
| 19 | Ötztaler Urkund               | 3.556 m | Ötztaler Alpen    |
| 20 | Östliche Marzellspitze        | 3.550 m | Ötztaler Alpen    |
| 21 | Großer Ramolkogel             | 3.549 m | Ötztaler Alpen    |
| 22 | Schalfkogel                   | 3.537 m | Ötztaler Alpen    |
| 23 | Watzespitze                   | 3.533 m | Ötztaler Alpen    |
| 24 | Mittlere Marzellspitze        | 3.532 m | Ötztaler Alpen    |
| 25 | Hochvernagtspitze             | 3.530 m | Ötztaler Alpen    |
| 26 | Weißseespitze                 | 3.526 m | Ötztaler Alpen    |
| 27 | Mutmalspitze                  | 3.522 m | Ötztaler Alpen    |
| 28 | Fineilspitze                  | 3.516 m | Ötztaler Alpen    |
| 29 | Innere Quellspitze            | 3.515 m | Ötztaler Alpen    |
| 30 | Hochfeiler                    | 3.510 m | Zillertaler Alpen |
| 31 | Teufelskamp                   | 3.509 m | Hohe Tauern       |
| 32 | Romariswandkopf               | 3.508 m | Hohe Tauern       |
| 33 | Zuckerhütl                    | 3.505 m | Stubaier Alpen    |
| 34 | Hohes Aderl                   | 3.504 m | Hohe Tauern       |
| 35 | Fluchtkogel                   | 3.500 m | Ötztaler Alpen    |

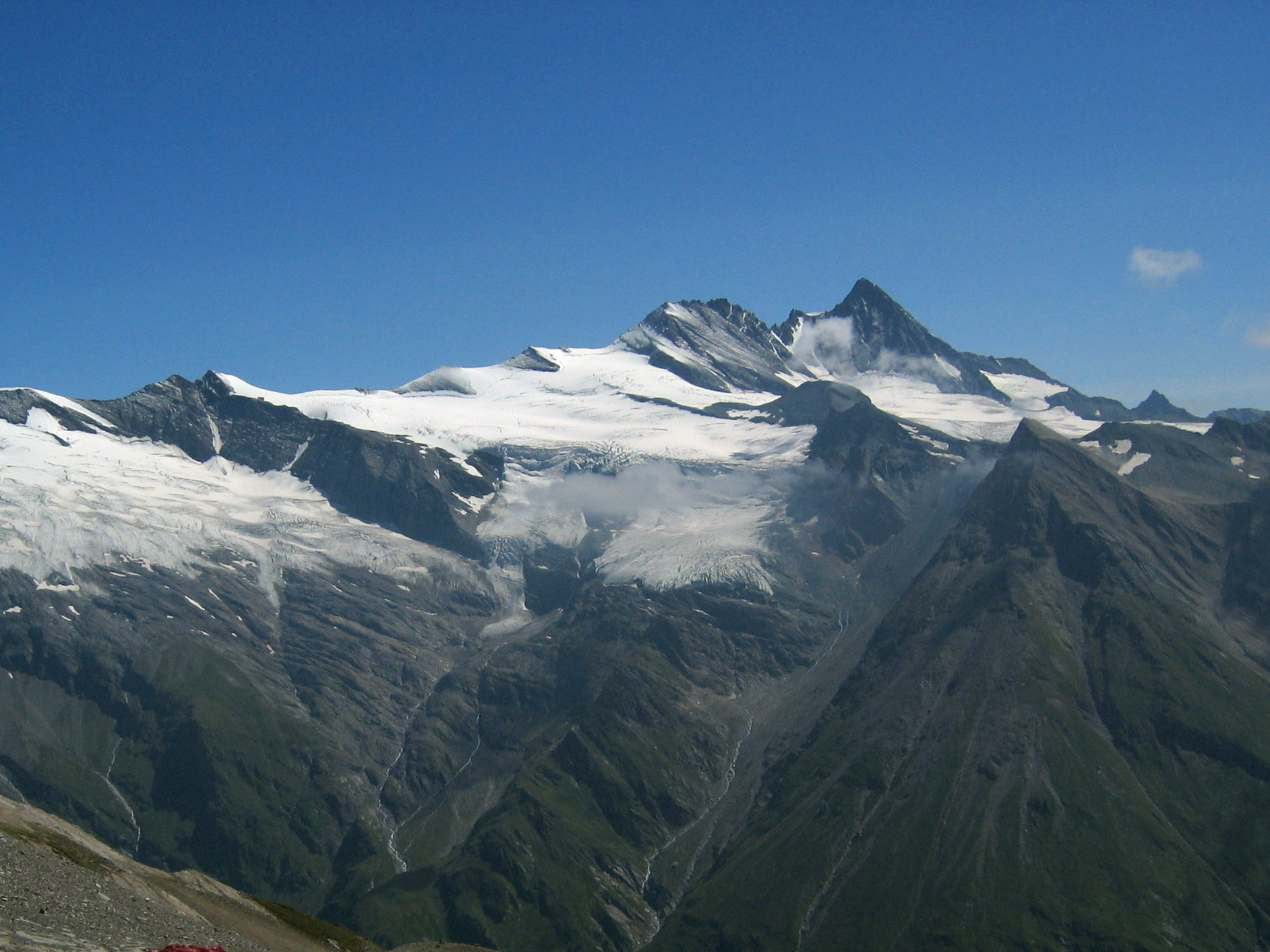
Großglockner
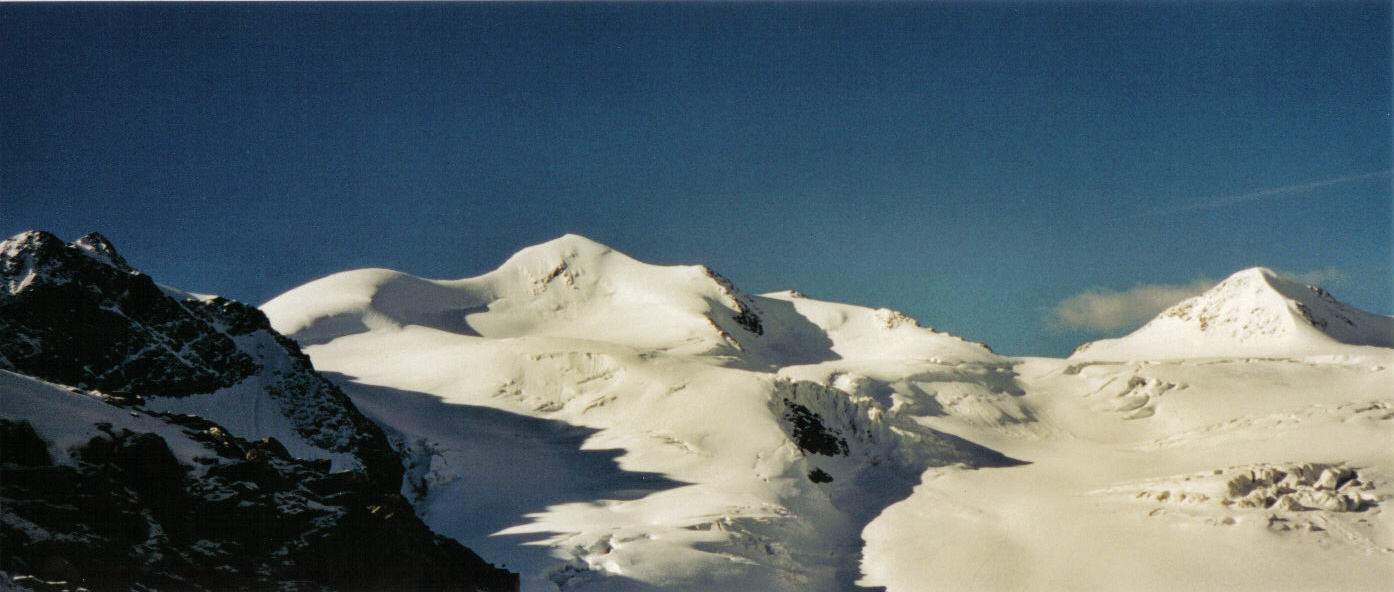
Wildspitze
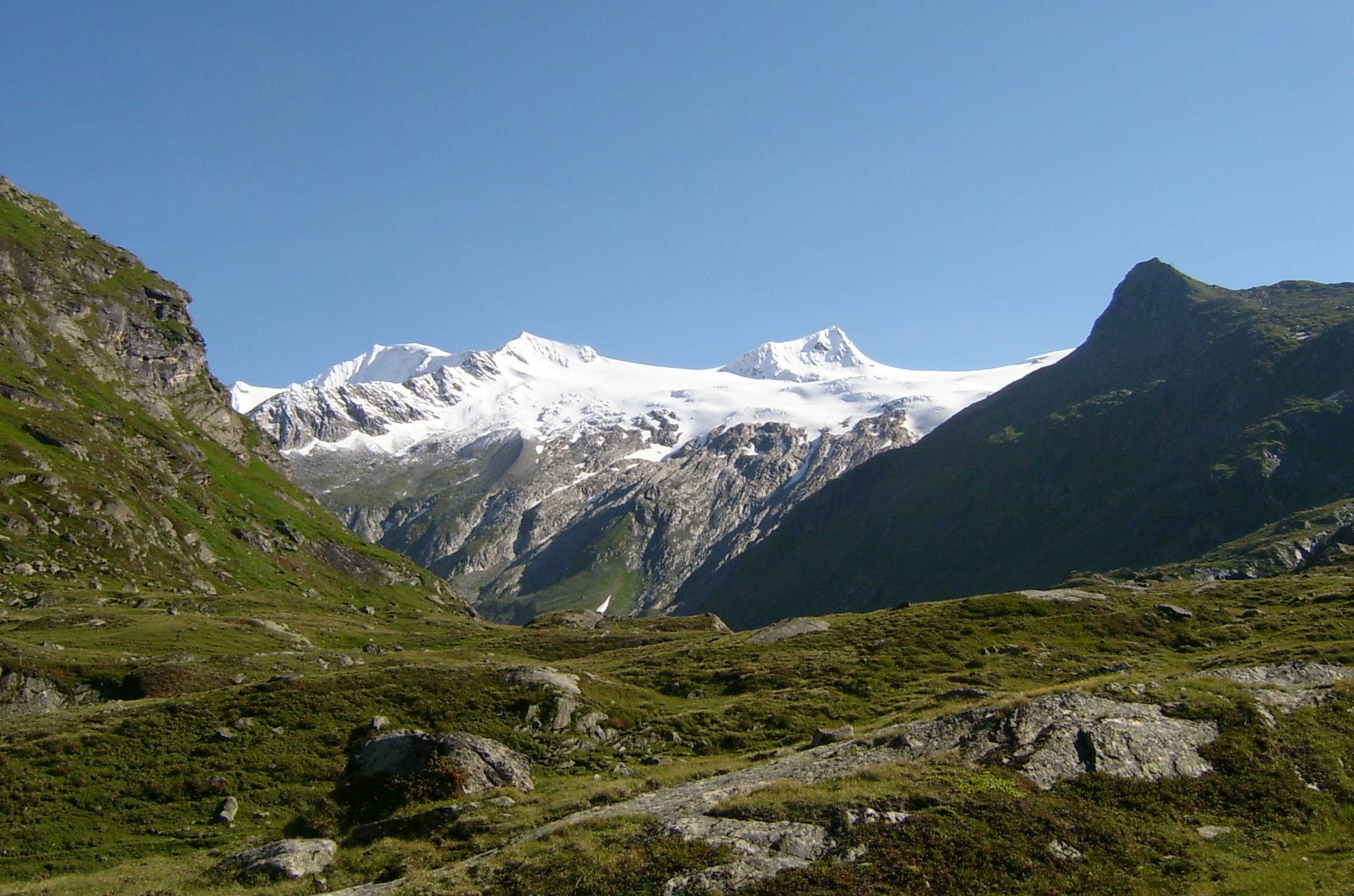
Großvenediger
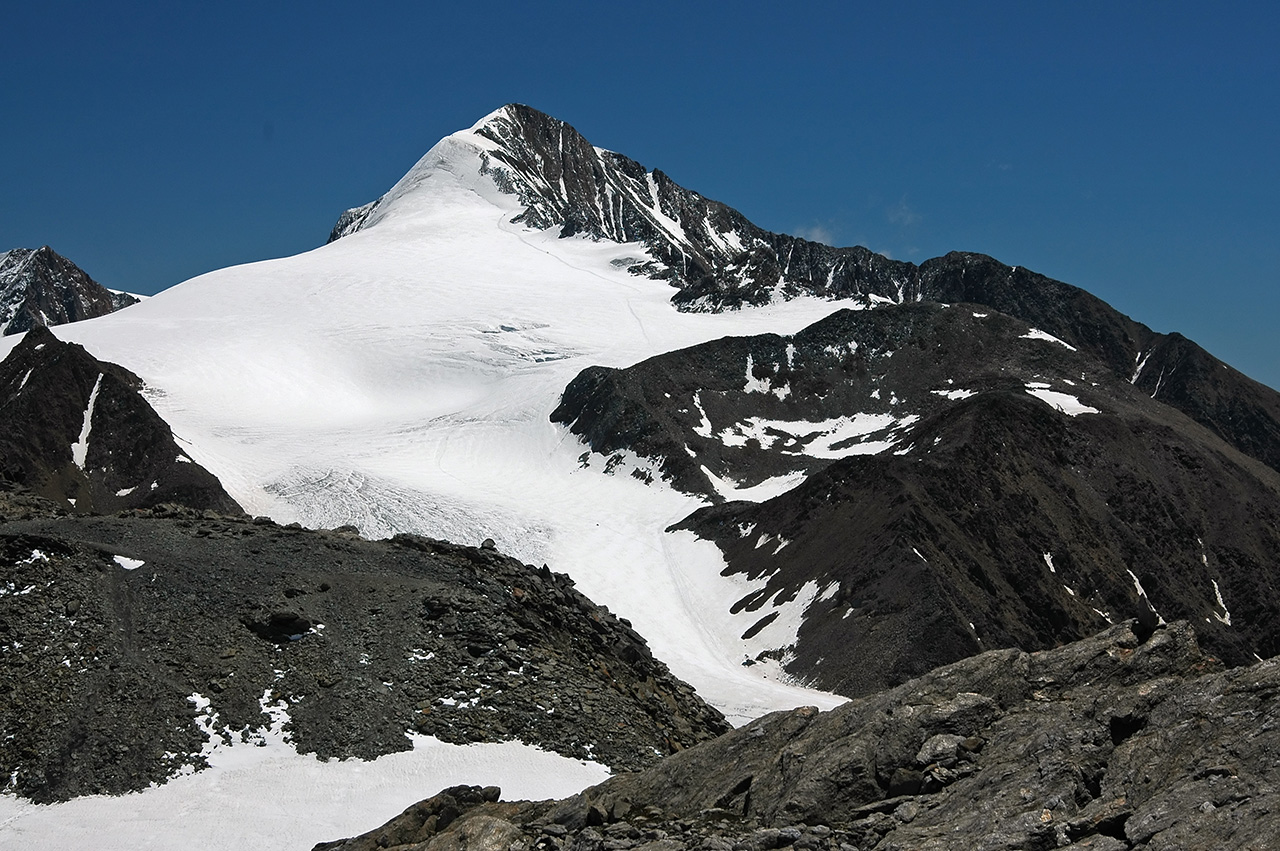
Similaun
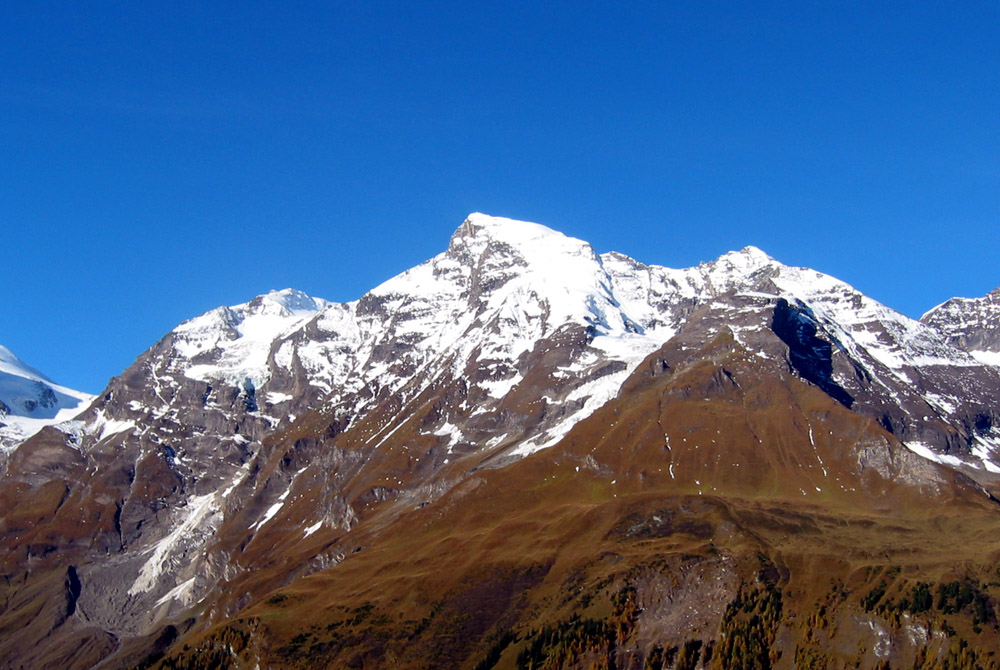
Großes Wiesbachhorn

### Flüsse

Österreichische Flusseinzugsgebiete:
Rhein
Elbe
Donau

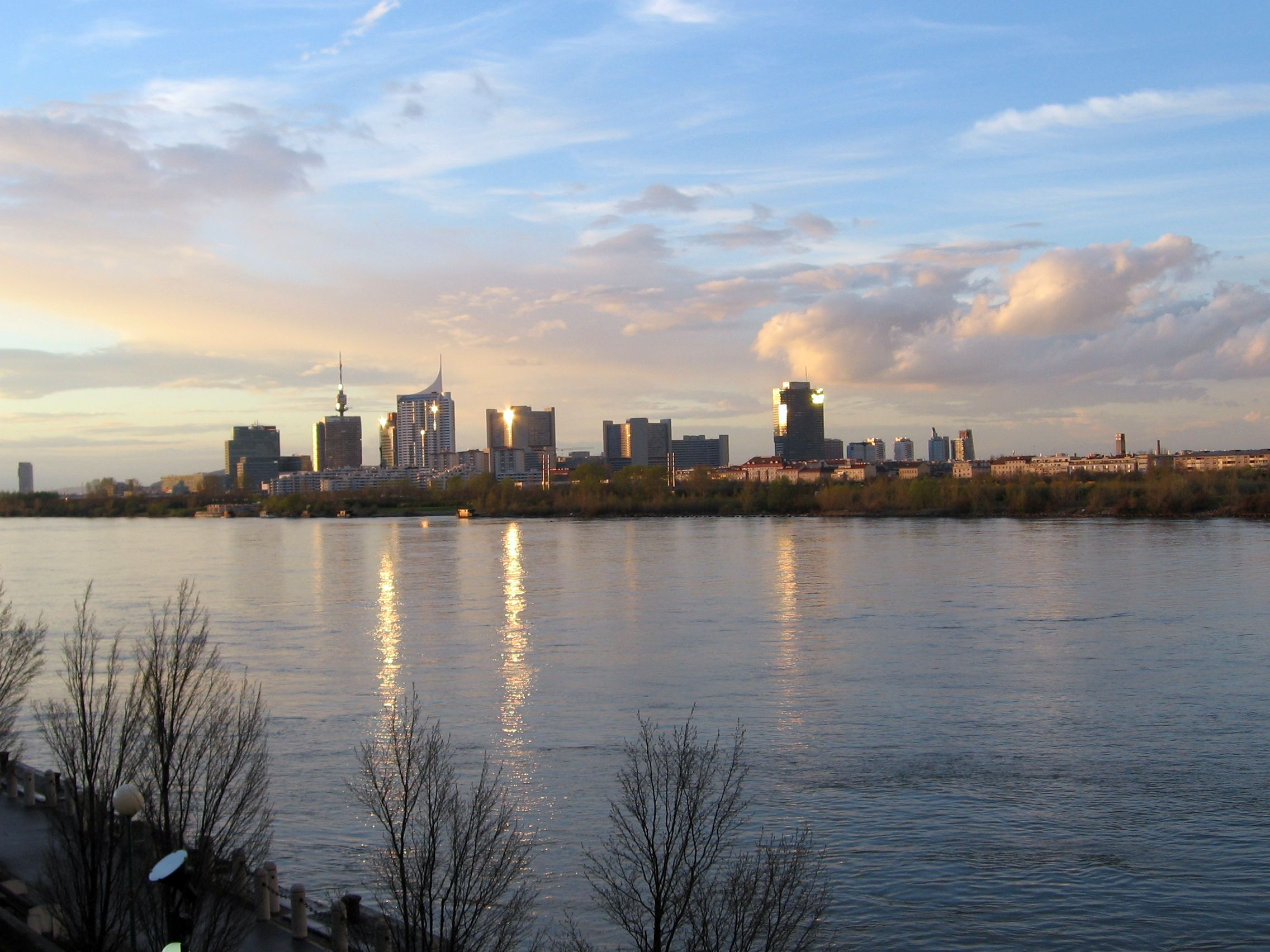
Donau

Der größte Teil Österreichs, 80.566 km², wird über die Donau zum Schwarzen Meer entwässert, nur kleine Gebiete über Rhein (2.366 km²) oder Elbe (918 km²) zur Nordsee.
Große Nebenflüsse der Donau sind (von Osten nach Westen):
- Die Drau, die Kärnten und Osttirol ostwärts entwässert. Sie durchfließt Slowenien und mündet in Kroatien in die Donau. Das Einzugsgebiet der Drau kennzeichnet die Alpensüdseite Österreichs, also die südlich des Alpenhauptkamms liegenden Gebiete, die nicht mehr zum atlantischen Einflussbereich gehören, sondern der illyrischen Klimaprovinz zugerechnet werden
  - Die Gurk in Kärnten
  - Die Drau nimmt in Kroatien auch die Mur auf, die die Steiermark und den Salzburger Lungau entwässert, zur Mur fließt die Mürz aus dem südlichen Niederösterreich – die beiden Flüsse bilden im Oberlauf die Mur-Mürz-Furche, die Mur wendet sich dann südwärts und an (entlang) der südlichen Staatsgrenze nach Osten.

Die Donau-Nebenflüsse des pannonischen Alpenostrands und Granit- und Gneishochlandes sind:
- Die Raab der Oststeiermark, in Ungarn zur Donau
- Die Leitha entwässert das südliche Niederösterreich und das nördliche Burgenland über Ungarn.
- Die Thaya erfasst das nordöstliche Niederösterreich (Waldviertel, Weinviertel), erst ostwärts und ist dabei Grenzfluss zu Tschechien. Bei Hohenau, beim Hauptgrenzstein XI/6 in 147,5 m ü. A. mündet die Thaya in die March, welche dann südwärts der Grenzfluss zur Slowakei ist.
- Aus dem Waldviertel kommt auch der Kamp.

Die folgenden Flüsse sind die großen Nordalpenflüsse zum nördlichen Alpenvorland, die durch die atlantischen Nordstaulagen gekennzeichnet sind:
- Die Enns entwässert den Salzburger Ennspongau, den Nordrand der Steiermark und den Südosten Oberösterreichs, im Oberlauf bildet sie das Ostende der Salzach-Enns-Längstalfurche und durchsticht dann die Nördlichen Kalkalpen
- Die Traun, der Fluss des Salzkammerguts
- Der Inn: Er kommt aus der Schweiz, durchquert Tirol, und fließt dann in Bayern – im Unterlauf ist er Grenzfluss zu Oberösterreich. Er ist der wasserreichste Nebenfluss der Donau auf österreichischem Gebiet.
  - Die Salzach entwässert den Großteil Salzburgs, auch sie fließt wie die Enns zuerst ostwärts, und wendet sich dann abrupt nach Norden.
  - Der Lech entspringt in Österreich, bleibt hier aber ein kleinerer Gebirgsfluss.

Der Rhein, der den größten Teil Vorarlbergs entwässert, kommt von der Schweiz her, bildet die Grenze, und verlässt Österreich im Bodensee. Er mündet in die Nordsee. Zum Einzugsgebiet Rhein gehört der Großteil Vorarlbergs.
Die Lainsitz und der Kettenbach sind zwar nicht auf Grund ihrer Größe von Bedeutung, entwässern aber als einzige größere österreichische Bäche über Tschechien zur Elbe und damit zur Nordsee. Zum Einzugsgebiet Elbe gehören der Raum Gmünd im Waldviertel, und kleine Gebiete am Nordrand des Mühlviertels.

### Seen
Der größte See ist der Neusiedler See im Burgenland, der mit etwa 77 % seiner Gesamtfläche von 315 km² in Österreich liegt, gefolgt vom Attersee mit 46 km² und dem Traunsee mit 24 km² in Oberösterreich. Auch der große Bodensee mit seinen 536 km² im Dreiländereck mit Deutschland und der Schweiz liegt zu einem kleinen Anteil auf österreichischem Staatsgebiet. Allerdings sind die Staatsgrenzen innerhalb des Bodensees nicht genau bestimmt.
Für den Sommertourismus in Österreich haben die Seen neben den Bergen die größte Bedeutung, insbesondere die Kärntner Seen und jene des Salzkammerguts. Die bekanntesten sind der Wörthersee, der Millstätter See, der Ossiacher See und der Weißensee. Weitere bekannte Seen sind der Mondsee und Wolfgangsee an der Grenze von Salzburg und Oberösterreich. Als große Alpenseen sind auch der Zeller See im Salzburgischen zu erwähnen und der Achensee Tirols.

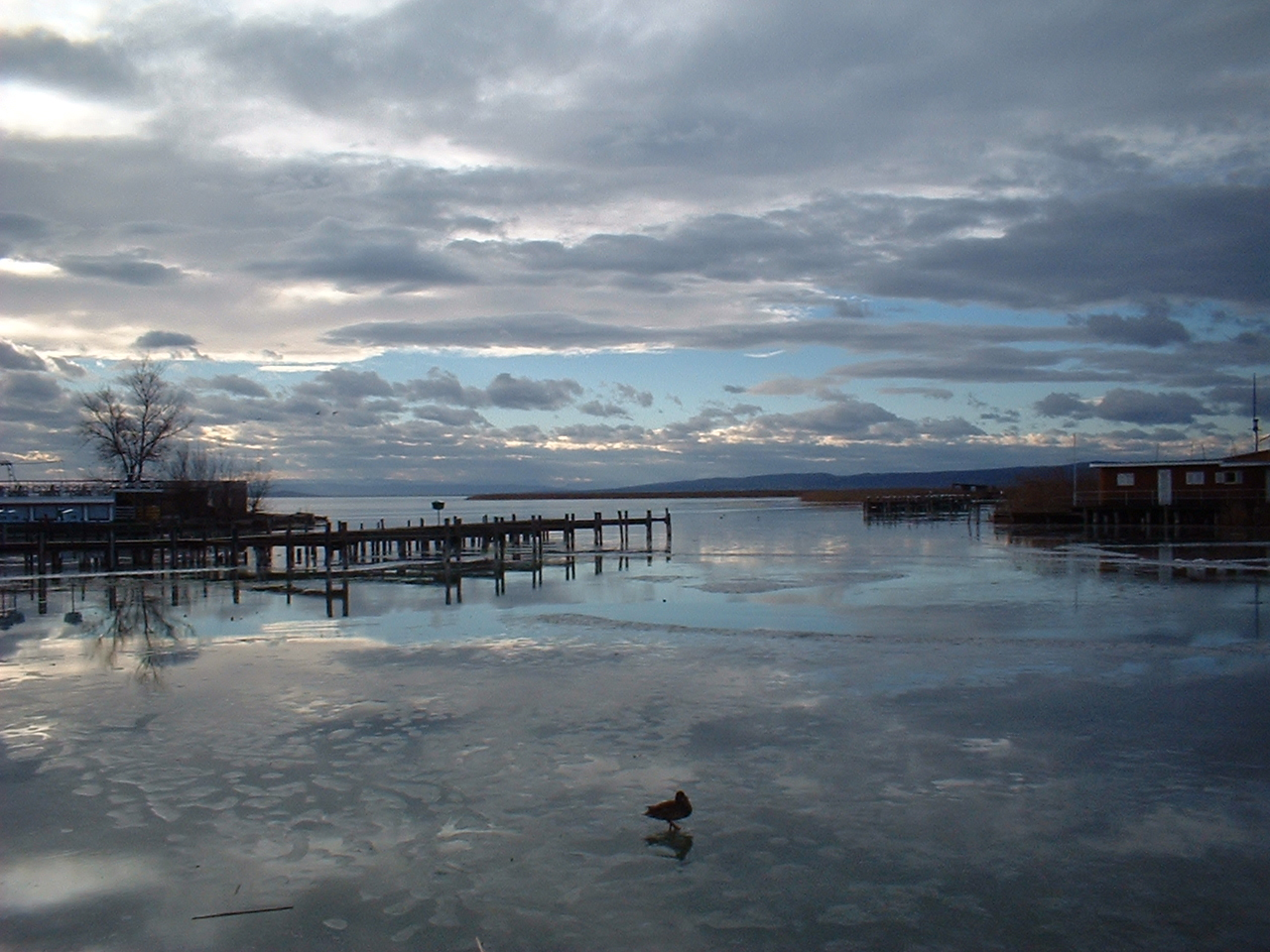
Neusiedler See
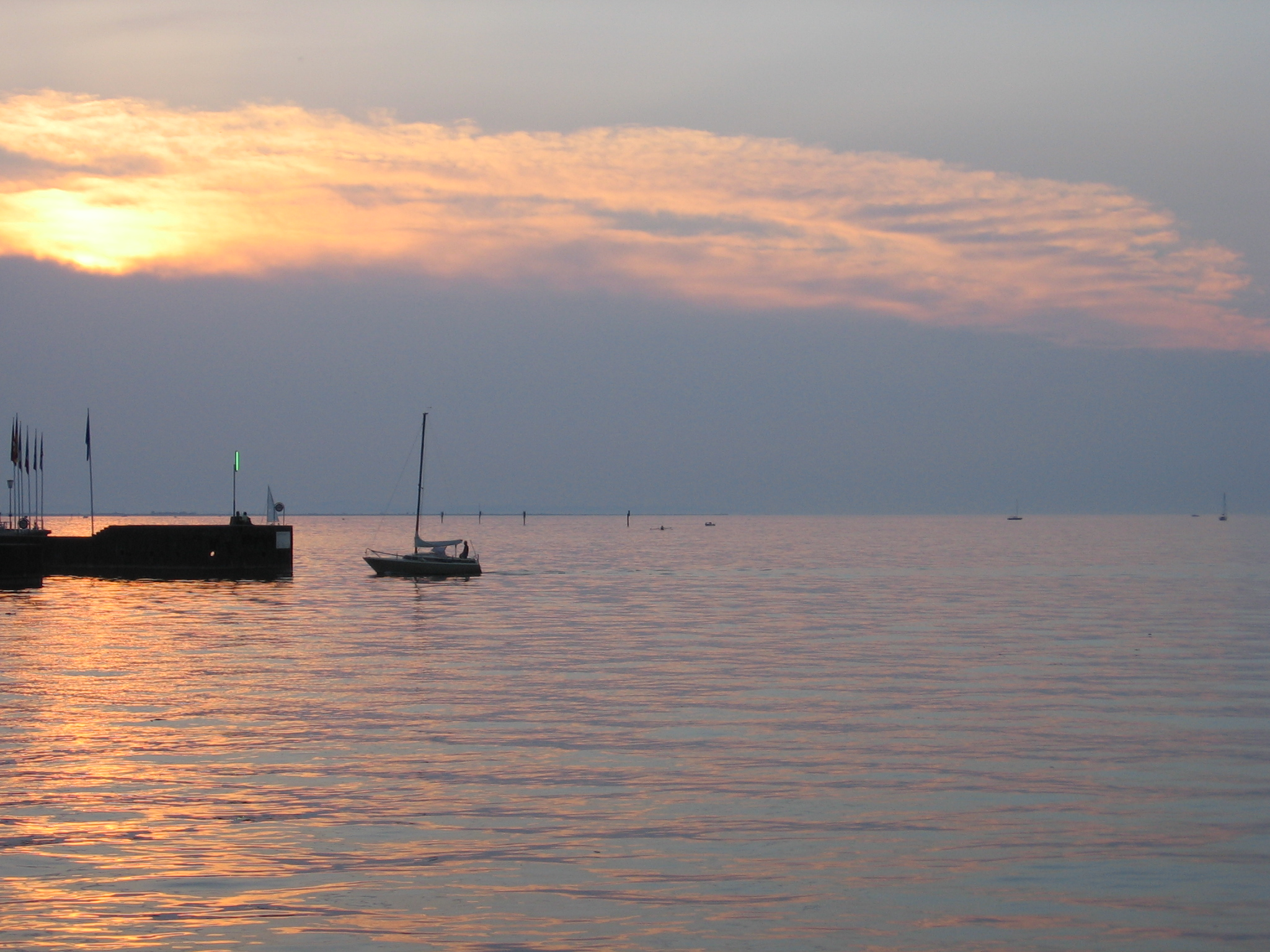
Bodensee
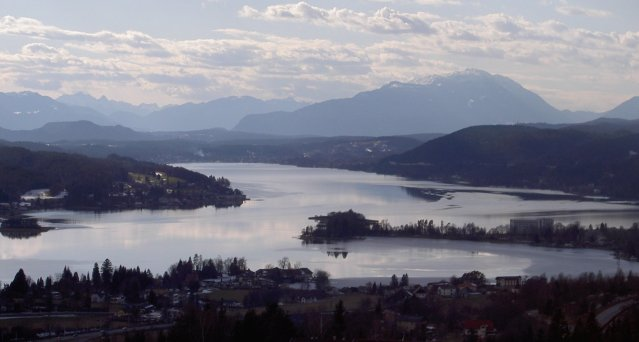
Wörthersee

## Klima
Das Klima in Österreich lässt sich nach der deskriptiven Klassifikation der feucht-warmgemäßigten Zone zuordnen. Im Westen und Norden Österreichs herrscht ozeanischer beeinflusstes, oft von feuchten Westwinden geprägtes Klima vor. Im Osten überwiegt hingegen pannonisch-kontinentaleres, niederschlagsarmes Klima mit heißen Sommern und kalten Wintern. Besonders in den Südalpen ist der Einfluss niederschlagsreicher Tiefdruckgebiete aus dem Mittelmeerraum spürbar.
Tatsächlich ist das regionale Klima Österreichs von der alpinen Topografie stark überprägt. Häufig bestehen innerhalb kurzer Entfernungen und geringer Seehöhenunterschiede beträchtliche klimatische Unterschiede. Mit zunehmender Seehöhe sind zunächst montanes und alpines, in den Gipfelbereichen nivales Gebirgsklima anzutreffen. Nicht nur der Alpenhauptkamm fungiert als Klimascheide. Sonnenreiche Föhntäler (z. B. Inntal) stehen nebelanfälligen Beckenlandschaften (z. B. Klagenfurter Becken), niederschlagsreiche Gebirgsränder (z. B. Bregenzerwald) stehen inneralpinen Trockentälern (z. B. Ötztaler Alpen) gegenüber.

### Lufttemperatur

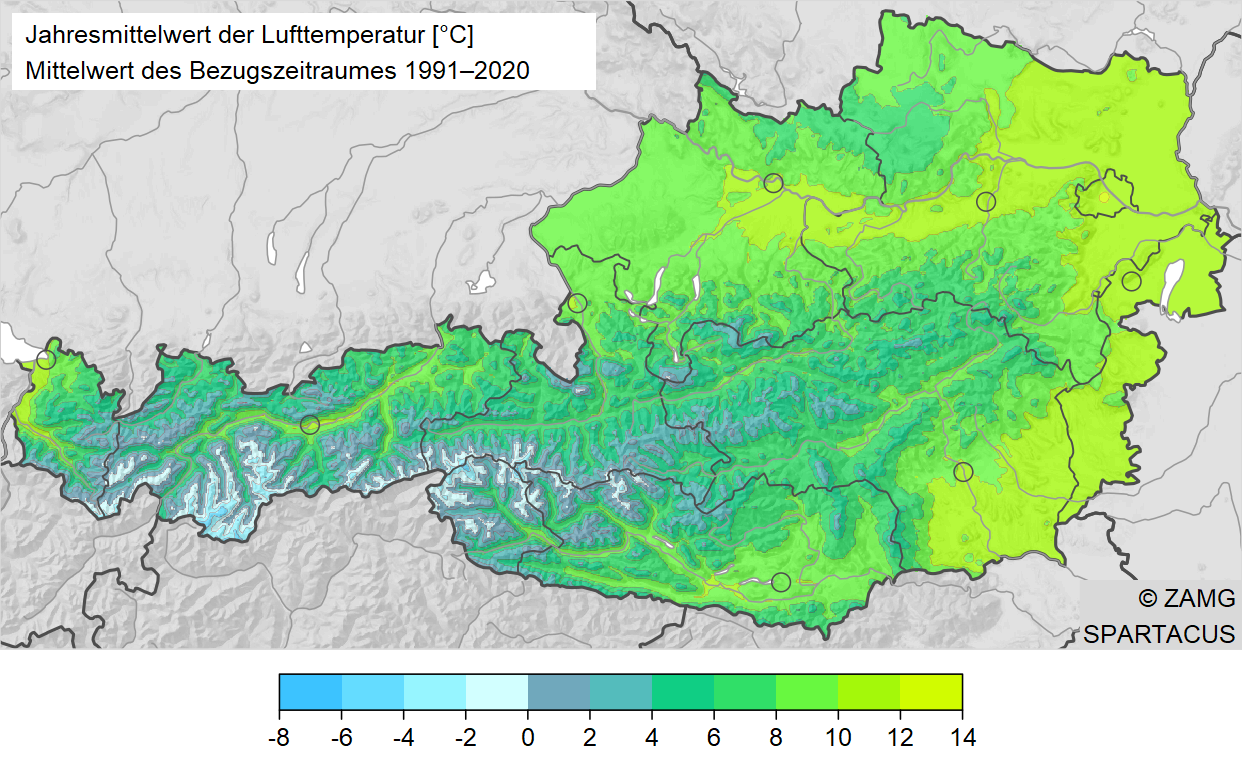
Mittlere jährliche Lufttemperatur in Österreich

Der Gesamtbereich des Jahresmittels der Lufttemperatur reicht in Österreich von über 11 °C in den inneren Bezirken Wiens bis unter −9 °C auf dem Gipfel des Großglockners. In den dicht besiedelten Niederungen liegt es größtenteils zwischen 8 und 10 °C. Das Flächenmittel beträgt 6,0 °C. Die Null-Grad-Isotherme liegt im Jahresmittel in einer Seehöhe von etwa 2200 m. In abgeschlossenen Becken, Tälern und Mulden unter 800 bis 1200 m Seehöhe treten im Winterhalbjahr häufig Temperaturzunahmen mit der Höhe auf (Temperaturinversion).
Während im Großteil Österreichs Jänner und Juli im Durchschnitt der kälteste und wärmste Monat des Jahres sind, trifft dies im Hochgebirge auf den Februar und August zu. Das langjährige Jännermittel der Lufttemperatur liegt in den Flachlandschaften des Ostens zwischen 0° und −2 °C und sinkt in rund 1000 m Seehöhe −4° bis −6 °C. Der tiefste Wert im Bereich der höchsten Gipfel ist rund −15 °C. Im Juli schwanken die langjährigen Mittelwerte im Osten zwischen 18 und 20 °C und in 1000 m zwischen 13 und 15 °C. Am Großglockner wird auch im Hochsommer im Mittel die Nullgradgrenze nicht überschritten.

### Niederschlag

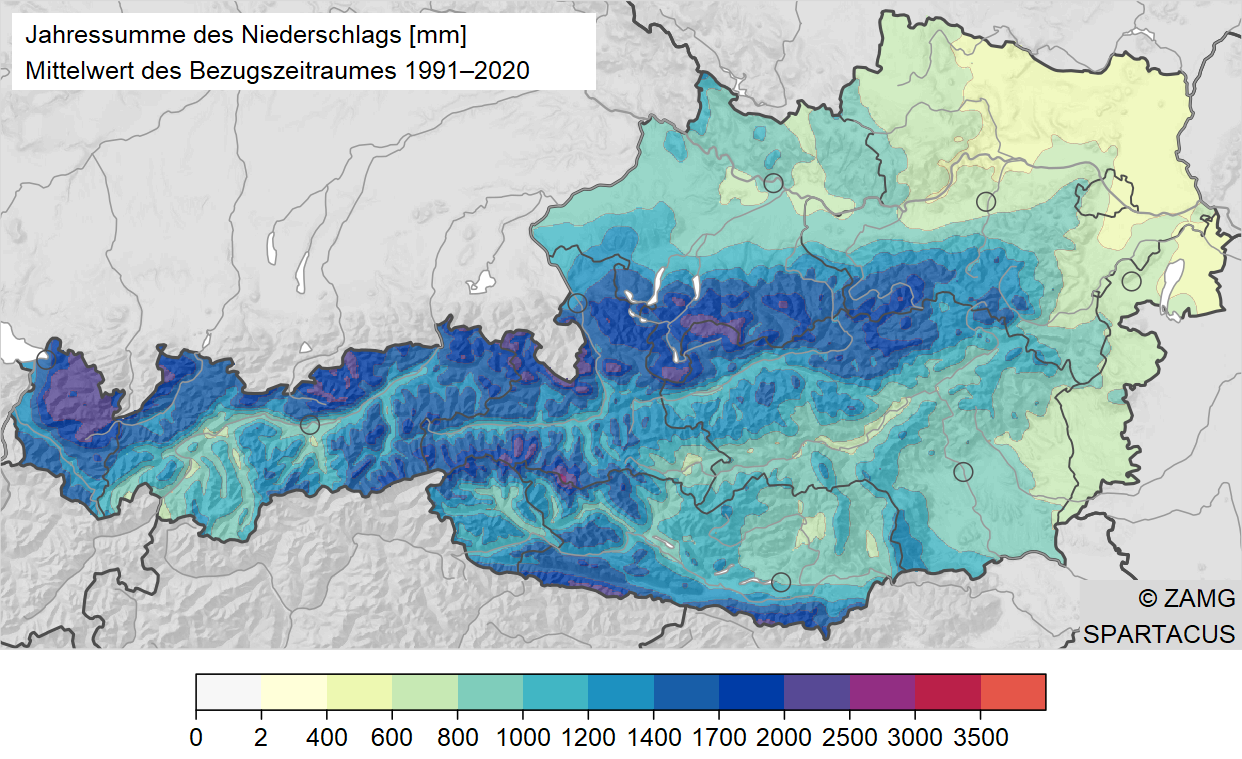
Mittlere jährliche Niederschlagssumme in Österreich

Bei den häufigen West- bis Nordwestlagen liegen der Bregenzerwald und die gesamten Nördlichen Kalkalpen im Luv. Ähnliches gilt an der Südgrenze Österreichs, die bei Anströmung aus dem Mittelmeerraum intensive Stauniederschläge erhalten. Gemeinsam mit den zentralalpinen Hohen Tauern erreichen die gemessenen Jahresniederschlagssummen in den genannten Regionen im langjährigen Durchschnitt um 2000 mm, vereinzelt an die 3000 mm. Im Gegensatz dazu erhalten das östliche Waldviertel, das Weinviertel, das Wiener Becken und das Nordburgenland weniger als 600 mm Niederschlag im Laufe eines Jahres. Als niederschlagsärmster Ort Österreichs kann Retz mit knapp unter 450 mm genannt werden.
Das Flächenmittel Österreichs beträgt etwa 1100 mm für das Jahr. Auf das Sommerhalbjahr (April bis September) entfallen etwas mehr als 60 % der Jahressumme, auf das Winterhalbjahr (Oktober bis März) dementsprechend etwas weniger als 40 %. Diese Niederschlagsverteilung erweist sich in Hinblick auf die Vegetationsentwicklung als sehr günstig. Während im überwiegenden Großteil des Landes der niederschlagsreichste Monat konvektionsbedingt (Schauer und Gewitter) auf den Juni oder Juli fällt, bildet das Kärntner Lesachtal die einzige Ausnahme: Mit einem primären Niederschlagsmaximum im Oktober ist es dem mediterranen Niederschlagsklima zuzurechnen.
Der Schneereichtum ist hauptsächlich von der Seehöhe sowie von der Lage des Gebietes relativ zu den Hauptströmungsrichtungen abhängig und variiert dementsprechend stark. Während im österreichischen Flächenmittel im durchschnittlichen Jahr etwa 3,3 m Neuschnee fallen, sind es bei Krems nur 0,3 m, am Sonnblick hingegen 22 m.

## Politische Geographie

### Bundesländer

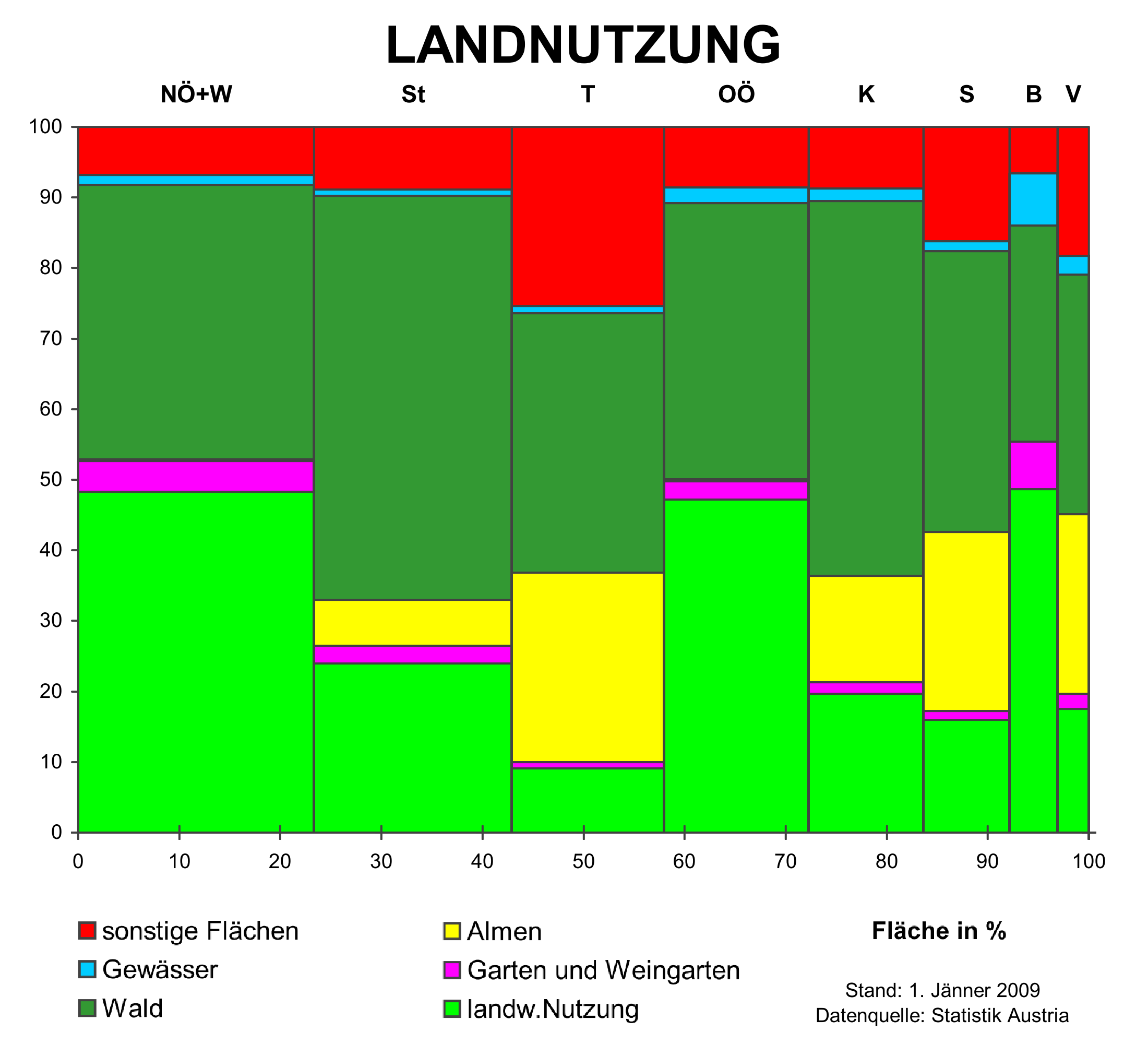
Landnutzung (2009)

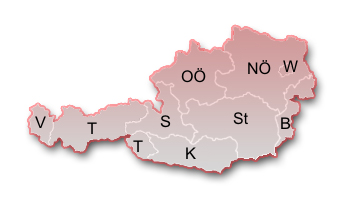
Die österreichischen Bundesländer: B Burgenland, K Kärnten, NÖ Niederösterreich, OÖ Oberösterreich, S Salzburg, St Steiermark, T Tirol, V Vorarlberg, W Wien

Die neun österreichischen Bundesländer sind in 95 Bezirke aufgeteilt, 15 davon sind Statutarstädte. Die Bezirke teilen sich in 2095 Gemeinden auf.
| #  | Bundesland       | Hauptstadt | Einwohner 9.197.213 (1. Jänner 2025) | Fläche in km² | Bevölkerungs- dichte (Ew./km²) | Gemeinden | davon Städte |
| -- | ---------------- | ---------- | ------------------------------------ | ------------- | ------------------------------ | --------- | ------------ |
| 1. | Burgenland       | Eisenstadt | 301.790                              | 3.965,21      | 76                             | 171       | 13           |
| 2. | Kärnten          | Klagenfurt | 570.095                              | 9.536,83      | 60                             | 132       | 17           |
| 3. | Niederösterreich | St. Pölten | 1.727.514                            | 19.180,08     | 90                             | 573       | 76           |
| 4. | Oberösterreich   | Linz       | 1.535.519                            | 11.982,77     | 128                            | 438       | 32           |
| 5. | Salzburg         | Salzburg   | 572.846                              | 7.154,48      | 80                             | 119       | 11           |
| 6. | Steiermark       | Graz       | 1.271.716                            | 16.399,55     | 78                             | 286       | 35           |
| 7. | Tirol            | Innsbruck  | 777.660                              | 12.648,46     | 61                             | 279       | 11           |
| 8. | Vorarlberg       | Bregenz    | 411.784                              | 2.601,68      | 158                            | 96        | 5            |
| 9. | Wien             | Wien       | 2.028.289                            | 414,82        | 4890                           | 1         | 1            |

### Städte

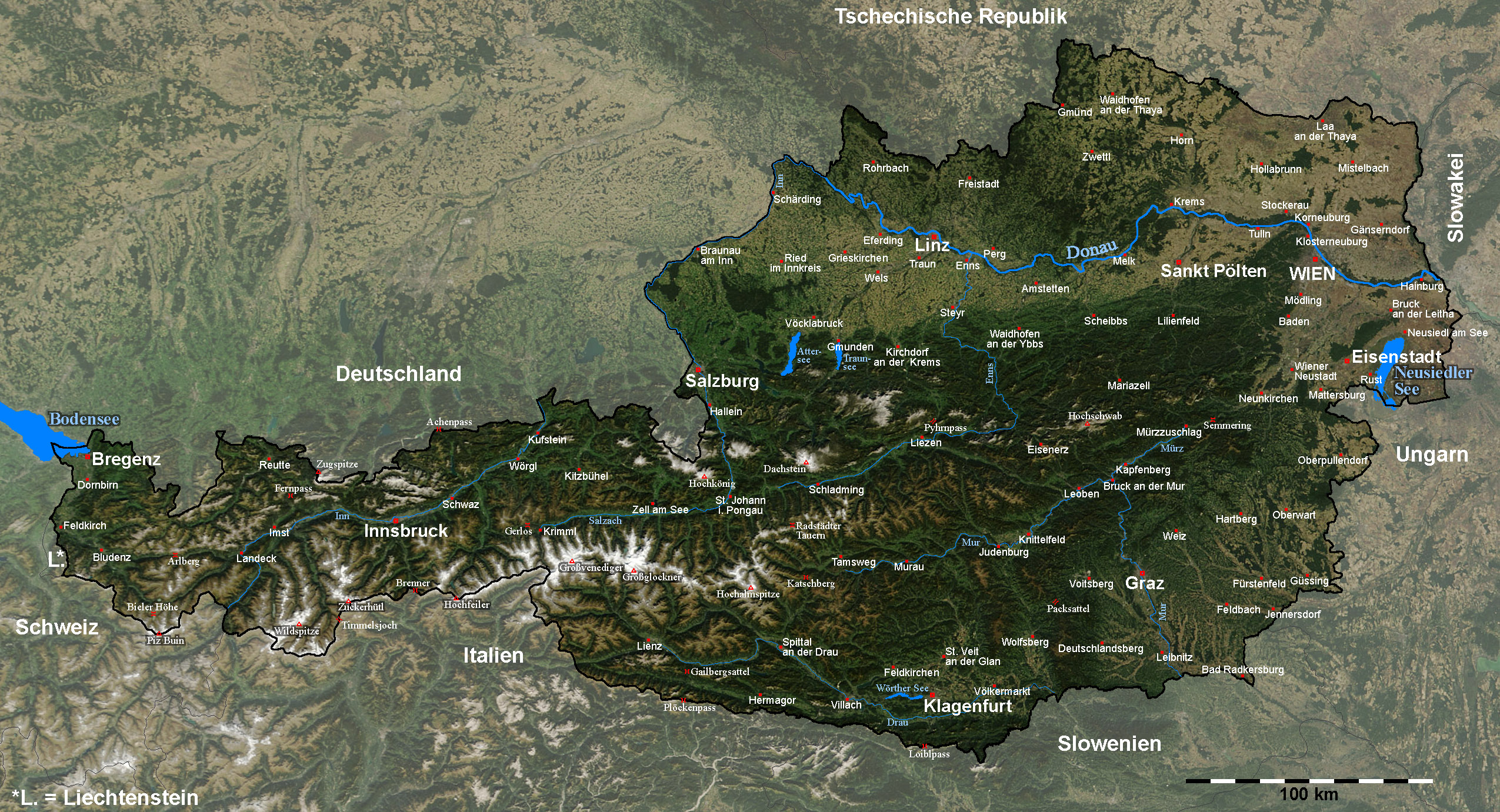
Satellitenbild von Österreich (NASA), mit allen Landes- und Bezirkshauptstädten, diversen Orten, Bergen und Pässen

Das mit Abstand größte Siedlungsgebiet in Österreich ist die Metropolregion Wien mit einer Einwohnerzahl von 2.067.652 (Stand 1. Jänner 2005). Damit konzentriert sich ein Viertel der Bevölkerung des Landes in der Hauptstadtregion. In Österreich besitzen 203 Gemeinden das Stadtrecht. Ein großes Problem, vor allem in wirtschaftlich schwachen Gegenden, ist die Abwanderung (Landflucht) der ländlichen Bevölkerung in die städtischen Ballungsräume.
Zu einer Auflistung aller Städte, sowie der größten Städte und Ballungsräume, siehe: Liste der Städte in Österreich

### Exklaven und Enklaven
Das Kleinwalsertal liegt zwar auf österreichischem Staatsgebiet und gehört zu Vorarlberg, ist aber nach der Topografie eine so genannte funktionelle Exklave Österreichs und eine Enklave Deutschlands, da nur über deutsches Staatsgebiet bzw. bayrische Straßen zu erreichen. Weitere funktionale Exklaven sind die Gemeinde Jungholz, die den Rest des Staatsgebietes nur in einem Punkt beim 1636 m hohen Sorgschrofen berührt, sowie das Rißtal; beide Exklaven liegen in Tirol und sind ebenfalls Enklaven Deutschlands und Bayerns.
Eine ehemals funktionale Enklave Österreichs war die Schweizer Gemeinde Samnaun, die lange Zeit nur über Tirol auf dem Straßenweg zu erreichen war. Diese geographische Verbundenheit führte einst dazu, dass die Einwohner ihre rätoromanische Muttersprache im 19. Jahrhundert aufgaben zugunsten einer dem benachbarten Tirol ähnlichen bairischen Mundart. Mittlerweile gibt es zwar eine Straße nach Samnaun, die ausschließlich auf schweizerischem Staatsgebiet verläuft, doch besteht die einst errichtete Zollfreizone fort. Einen ähnlichen Status hatte bis 1980 die Tiroler Gemeinde Spiss im Grenzgebiet zur Schweiz, die für lange Zeit nur über Samnaun erreichbar war. Der Ort hatte aufgrund seiner Lage nur eine geringe wirtschaftliche Entfaltungsmöglichkeit und viele seiner Bewohner wanderten auf der Suche nach einem Arbeitsplatz ab.

## Grenzen, Entfernungen, Extrempunkte

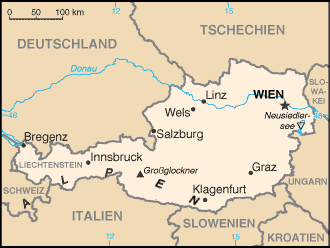
Österreich und seine Nachbarländer

Längen der Grenzen zu acht benachbarten Staaten insgesamt 2706 km a  b (die innerstaatlichen Verwaltungseinheiten entgegen dem Uhrzeigersinn):
- 816 km – Deutschland: Bundesland Bayern
- 430 km – Grenze zwischen Italien und Österreich: Regionen Trentino-Südtirol, Venetien, Friaul-Julisch Venetien
- 356 km – Ungarn: Komitate Vas, Győr-Moson-Sopron
- 466 km – Tschechische Republik: Jihomoravský kraj („Südmähren“), Jihočeský kraj („Südböhmen“)
- 330 km – Slowenien: Regij c Gorenjska („Oberkrain“), Savinjska, Koroška („Slowenisches Kärnten“), Podravska, Pomurska
- 166 km – Schweiz: Kantone Graubünden, St. Gallen (siehe auch: Grenze zwischen Österreich und der Schweiz)
- 107 km – Slowakei: Bratislavský kraj („Preßburg“), Trnavský kraj („Tyrnau“)
- 35 km – Liechtenstein

Österreich hat, da Liechtenstein von Österreich und der Schweiz gemeinsam umschlossen wird, neun Dreiländerecke und ist damit der Staat mit den meisten Dreiländerecken in Europa.
Entfernungen (Luftlinie)
- Wien – Bregenz 501 km
- Wien – Innsbruck 385 km
- Wien – Salzburg 251 km
- Wien – Linz 155 km
- Wien – Graz 145 km

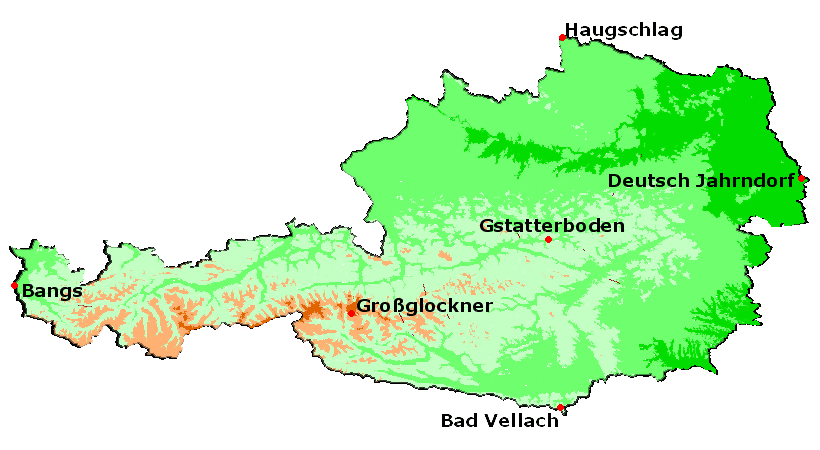
Einige Extrempunkte Österreichs

- Wien – Bratislava (SK) 56,8 km
- Salzburg – München (D) 116 km
- Wien – Berlin (D) 524 km
- Wien – Budapest (H) 216 km
- Bregenz – Paris (F) 569 km
- Villach – Triest (Mittelmeer) (I) 107 km
- Graz – Maribor (SLO) 60,1 km

Österreich erstreckt sich in westöstlicher Richtung über maximal 577 km, in nordsüdlicher über 296 km.
Die äußersten Grenzpunkte Österreichs sind:
- nördlichster Punkt: Höhe ~500 m ü. A. 49° 1′ 14,5″ N, 15° 1′ 14,8″ O, nahe der ehemaligen Kaserne Peršlák – nächster Ort: Rottal (ca. 1 km südöstlich)
- südlichster Punkt: Höhe ~2030 m 46° 22′ 19,7″ N, 14° 33′ 48,6″ O nahe dem Sanntaler Sattel, zwischen Mrzla gora, Vellacher Baba/Frauenberg und Ceška koča, südlich des Seebergsattel (Naturschutzgebiet Vellacher Kotschna) – nächster Ort: Eisenkappel (13 km nördlich)
- östlichster Punkt: Dreiländereck mit Slowakei und Ungarn 133 m 48° 0′ 24,1″ N, 17° 9′ 38,7″ O – nächster Ort: Deutsch Jahrndorf (4 km westlich)
- westlichster Punkt: Dreiländereck mit Liechtenstein und der Schweiz, im Rhein ~440 m 47° 16′ 14,1″ N, 9° 31′ 50,8″ O – nächster Ort: Bangs bei Nofels (1 km östlich) bzw. Rüthi (1 km nördlich) mit Grenzübergang 200 m nördlich; Feldkirch (6 km südöstlich)

Mitte:
- als geografischer Mittelpunkt galt seit 1949 der Ort Bad Aussee in der Steiermark, wo sich seit 1989 auch ein „Mittelpunktstein“ befindet.
- nach neueren Berechnungen liegt der Mittelpunkt jedoch 25 km östlich davon, im Gemeindegebiet von Stainach-Pürgg, etwa 800 m nördlich des Bärenfeuchtmölbing-Gipfels auf einer Seehöhe von 1380 m ü. A. bei 47° 35′ 38,3″ N, 14° 7′ 28,4″ O[4]
- am weitesten von der Grenze entfernter Punkt: am Eingang des Gesäuses, im Gemeindegebiet von Admont bei 47° 34′ 41,9″ N, 14° 33′ 9″ O, 109 km von der Grenze entfernt[4]